# Милехино (Амурская область)
Миле́хино — село в Серышевском районе Амурской области, Россия. До 2021 года входило в Водораздельненский сельсовет, с 2021 года в составе Сосновского сельсовета.

## География
Село Милехино расположено к востоку от пос. Серышево.
Дорога к селу Милехино идёт от пос. Серышево через сёла Украинка, Верное, Сосновка, Державинка и Водораздельное, расстояние до районного центра — 57 км.
Расстояние до административного центра упразднённого Водораздельненского сельсовета села Водораздельное — 8 км.

## Население
| 2002 | 2010 | 2012 | 2013 | 2014 | 2015 | 2016 |
| ---- | ---- | ---- | ---- | ---- | ---- | ---- |
| 76   | ↘71  | ↘68  | ↘64  | ↘63  | →63  | ↘61  |
| 2017 | 2018 |      |      |      |      |      |
| ↘60  | ↘55  |      |      |      |      |      |

## Инфраструктура
Сельскохозяйственные предприятия Серышевского района.